# Monumentalbüste Goethes

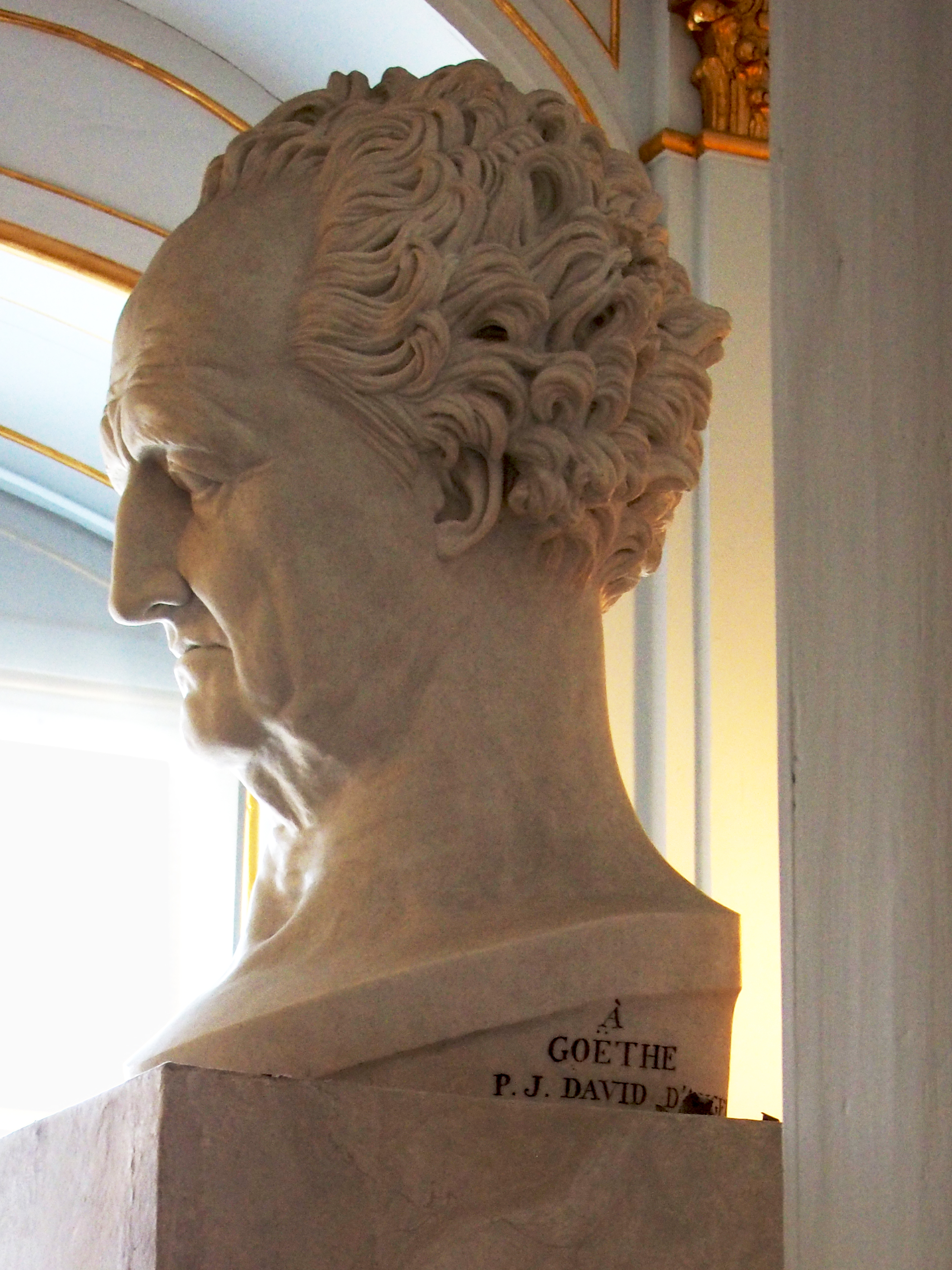
Goethe-Büste von Pierre Jean David d’Angers

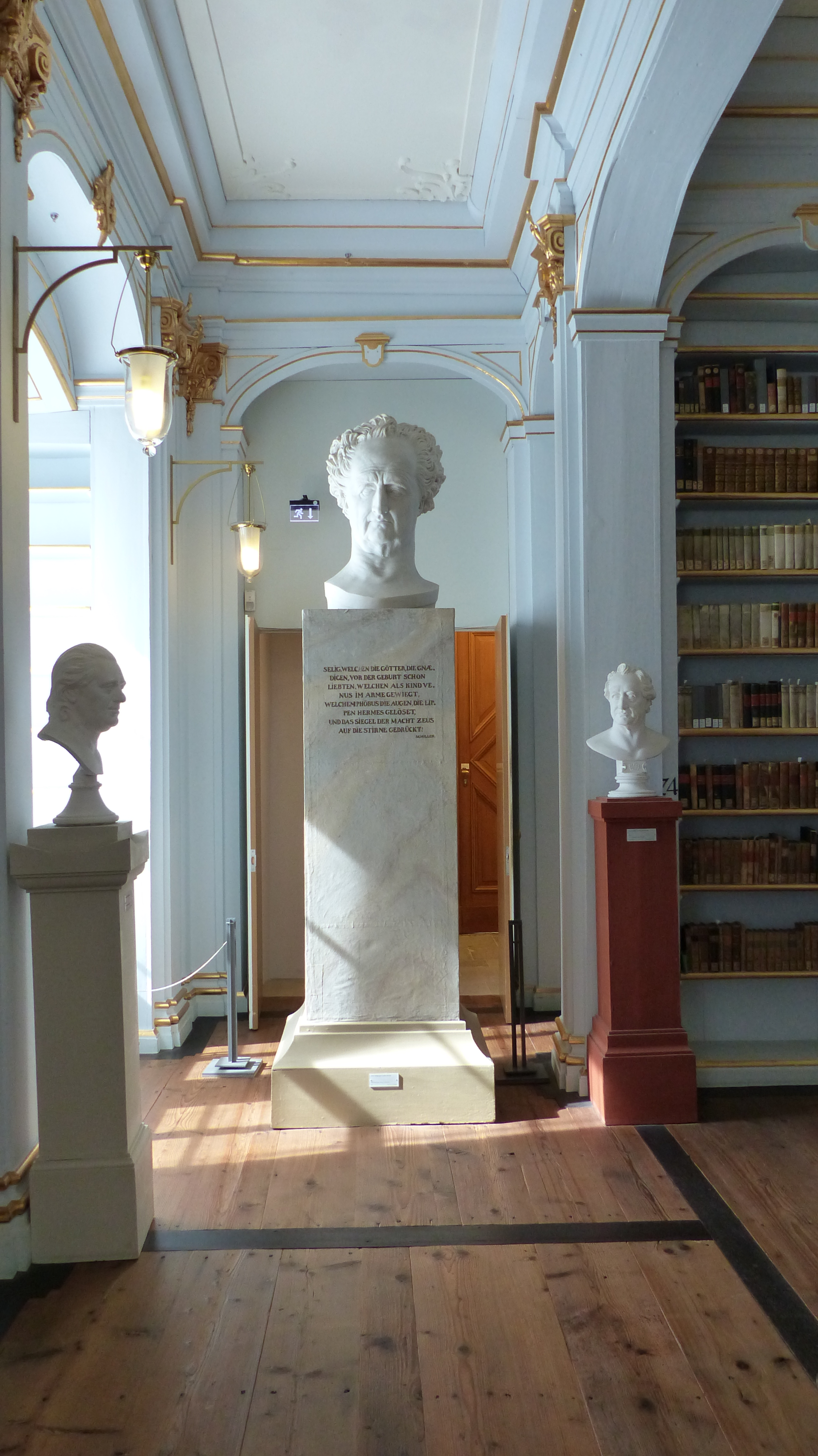
Rokokosaal mit Goethe-Büste

Die Monumentalbüste Goethes in Weimar im Rokokosaal der Herzogin-Anna-Amalia-Bibliothek stammt von Pierre Jean David d’Angers. Der Bildhauer suchte Goethe am 24. August 1829 auf und überzeugte ihn, Modell zu stehen. In Weimar wurde der Gipsabguss gefertigt und in Paris in Carrara-Marmor ausgeführt. Am 28. August 1831, dem letzten Geburtstag Goethes, wurde die Büste aufgestellt, die Goethe als „Olympier“ verewigt. Goethe selbst blieb dem Termin der Enthüllung fern. Der Dichter ist im Sinne der Romantik idealisiert dargestellt. Goethe selbst erhielt am 13. Juli 1831 eine Gips-Büste von 84,5 cm, die bereits so groß war, dass sie nach Goethes Meinung besser in der Öffentlichkeit als in einem Salon aufgehoben wäre und er keinen Vorteil sehen würde diese um ein Vielfaches zu vergrößern. Sehr geschätzt hatte er sie wohl nicht. Die Marmor-Ausführung wurde im Rokokosaal aufgestellt, befindet sich allerdings außerhalb des ovalen Bereichs. Das Gipsmodell von 1829 ist in der Galerie David d’Angers in Paris ausgestellt. Die Monumentalbüste ist die einzige derart große Porträtplastik in dieser Bibliothek.
Die Büste wiederum war Motiv für von d’Angers hergestellte Medaillons.